# Lycium mascarenense
Lycium mascarenense là loài thực vật có hoa trong họ Cà. Loài này được A.M. Venter & A.J. Scott mô tả khoa học đầu tiên năm 1999.